# Xenofrea rogueti
Xenofrea rogueti es una especie de escarabajo longicornio del género Xenofrea, tribu Xenofreini, subfamilia Lamiinae. Fue descrita científicamente por Néouze & Tavakilian en 2005.

## Descripción
Mide 4-5 milímetros de longitud.

## Distribución
Se distribuye por Guayana Francesa.